# Frauenfootball in Deutschland
Frauenfootball ist ein wichtiger Teil des American Football in Deutschland und wird in einem vom American Football Verband Deutschland (AFVD) geregelten Ligabetrieb ausgetragen. Die Bundesliga ist die höchste Spielklasse.
Seit der Saison 2009 spielen Teams in der 2. Damenbundesliga um den Aufstieg in die Bundesliga. Im Gegensatz zur ersten Liga spielen die Mannschaften dort mit lediglich neun Spielern pro Mannschaft gleichzeitig auf dem Feld.

## Anfänge
Der 27. September 1987 kann als Meilenstein in der Entwicklung angesehen werden, da an diesem Datum das erste Footballspiel zweier Frauenteams stattfand. Gegner waren die Berlin Adler Girls und ein Verbund der Frauen der Cologne Crocodiles, Hannover Ambassadors und Leverkusen Leopards. In Hannover ging das Spiel 56:20 zu Gunsten der Spielgemeinschaft aus Westdeutschland aus.

## Die erste Saison
Nach einigen weiteren Freundschaftsspielen organisierte der AFVD im Jahr 1990 die erste Saison mit den folgenden 6 Teams:
- Bamberg Lady Bears
- Berlin Adler Girls
- SG Cologne Crocodiles/Leverkusen Leopards (Spielgem.)
- Duisburg Dockers
- Hamburg Dolphins
- Hannover Ambassadors

Am Ende der Saison landeten die Damen aus Bamberg und Hannover auf den ersten beiden Plätzen und durften damit das erste Finale um die (noch inoffizielle) deutsche Meisterschaft im Frauenfootball austragen. Die Lady Bears gewannen mit 14:12.

## Die 1990er
Nachdem man also gesehen hatte, dass der Ligabetrieb gut funktioniert, konnte immer weiter expandiert werde, und 1992 kam es dann zum Ladies Bowl I, der von den damit seit fast 3 Saisons ungeschlagenen Bamberg Ladies Bears gewonnen wurde. Auch in der Saison danach galt man als Favorit, aber andere Teams, gerade die Berlin Adler Girls,  hatten stark aufgeholt. Die Berlinerinnen schafften es, von 1993 bis 1997 Meister zu werden. Während dieser „Dynastie“ kamen immer mehr Teams in einen regelmäßigen Ligabetrieb hinein, so dass 1995 sogar eine zweite Liga gegründet wurde, aber nach einer Saison schon wieder ausgesetzt wurde, da der Höhepunkt der Mannschaftsmeldungen mit 10 Teams erreicht war.  Fortan wurde der Kreis der Teams immer kleiner. Wenigstens gab es einen neuen Ligaprimus mit den Nürnberg Hurricanes, welche 1998 und 1999 die Ladies Bowls für sich entscheiden konnten. 1999 gab es jedoch nur noch 6 Teams, eine weitere Existenz war fraglich.

## Die 2000er
2000 kamen 3 neue alte Teams (die bereits einmal teilgenommen hatten, jedoch aufgrund zu weniger Spielerinnen in den Saisons zuvor nicht hatten teilnehmen können) sowie die Rüsselsheim Razorbacks als neues Team hinzu, so dass wieder die Rekordzahl von 10 Mannschaften erreicht werden konnte. Meister wurden abermals die Adler Girls. Das blieb so bis 2004, damit sind sie mit 10 Meistertiteln Rekordhalter. In der Saison 2005 nahmen jedoch auch sie nicht am Betrieb teil, so musste es zwangsläufig einen neuen Meister geben, der im Ladies Bowl XIV mit den Munich Cowboys Ladies auch gefunden wurde. 2006 konnten die Munich Cowboys Ladies den Titel des Deutschen Meisters gegen das neue Team Berlin Kobra Ladies verteidigen, doch im Jahr gewannen die Berlinerinnen wiederum im Münchner Stadion den Meisterpokal im Endspiel gegen die Nürnberg Hurricanes.
2009 wurde der Spielbetrieb um die 2. Damenbundesliga erweitert. Im 9er Tackle kämpften die Teams Bochum Miners, Salzgitter Black Widows, Stuttgart Scorpions Sister, Mainz Lady Warriors, Hamburg Blue Devilyns, Braunschweig Lady Lions und Kiel Baltic Witches um die Zweitligameisterschaft. Letztendlich setzte sich das Team aus Mainz im Finale gegen Salzgitter durch.
Deutscher Meister wurden erneut die Berlin Kobra Ladies.
Siehe auch: Liste von deutschen Footballmannschaften (Damen)

## Ladies Bowls

Siegerpokal GermanLadiesBowl 2010

- Siehe auch:  Ladiesbowl

| Jahr | #      | Ort                                             | Sieger                                          | Ergebnis                                        | Zweiter                                         |
| ---- | ------ | ----------------------------------------------- | ----------------------------------------------- | ----------------------------------------------- | ----------------------------------------------- |
| 1992 | I      | Bamberg                                         | Bamberg Ladies Bears                            | 23:00                                           | Mülheim Shamrocks                               |
| 1993 | II     | Berlin                                          | Berlin Adler Girls                              | 30:08                                           | Frankfurt Gamblers                              |
| 1994 | III    | Lübeck                                          | Berlin Adler Girls                              | 33:00                                           | Nürnberg Hurricanes                             |
| 1995 | IV     | Hanau                                           | Berlin Adler Girls                              | 31:00                                           | Hannover Stampeders                             |
| 1996 | V      | Hagen                                           | Berlin Adler Girls                              | 32:08                                           | Hannover Stampeders                             |
| 1997 | VI     | Lübeck                                          | Berlin Adler Girls                              | 21:08                                           | Hannover Ambassadors                            |
| 1998 | VII    | Lübeck                                          | Nürnberg Hurricanes                             | 37:29                                           | Cologne Crocodiles                              |
| 1999 | VIII   | Lübeck                                          | Nürnberg Hurricanes                             | 31:20                                           | Berlin Adler Girls                              |
| 2000 | IX     | Dessau                                          | Berlin Adler Girls                              | 62:25                                           | Hamburg Maniacs                                 |
| 2001 | X      | Berlin                                          | Berlin Adler Girls                              | 35:00                                           | Munich Cowboys Ladies                           |
| 2002 | XI     | München                                         | Berlin Adler Girls                              | 28:20                                           | Munich Cowboys Ladies                           |
| 2003 | XII    | Mülheim                                         | Berlin Adler Girls                              | 41:12                                           | Munich Cowboys Ladies                           |
| 2004 | XIII   | München                                         | Berlin Adler Girls                              | 14:08                                           | Hamburg Amazons                                 |
| 2005 | XIV    | Mülheim                                         | Munich Cowboys Ladies                           | 24:00                                           | Hamburg Amazons                                 |
| 2006 | XV     | Mülheim                                         | Munich Cowboys Ladies                           | 41:14                                           | Berlin Kobra Ladies                             |
| 2007 | XVI    | München                                         | Berlin Kobra Ladies                             | 55:18                                           | Nürnberg Hurricanes                             |
| 2008 | XVII   | Flensburg                                       | Berlin Kobra Ladies                             | 40:37                                           | Nürnberg Hurricanes                             |
| 2009 | XVIII  | Lübeck                                          | Berlin Kobra Ladies                             | 41:26                                           | Nürnberg Hurricanes                             |
| 2010 | XIX    | Düsseldorf                                      | Berlin Kobra Ladies                             | 34:28 in OT                                     | Düsseldorf Blades                               |
| 2011 | XX     | Berlin                                          | Berlin Kobra Ladies                             | 42:12                                           | Düsseldorf Blades                               |
| 2012 | XXI    | Frankfurt (Oder)                                | Berlin Kobra Ladies                             | 58:22                                           | Düsseldorf Blades                               |
| 2013 | XXII   | Frankfurt (Oder)                                | Berlin Kobra Ladies                             | 20:16                                           | Crailsheim Hurricanes                           |
| 2014 | XXIII  | Crailsheim                                      | Mülheim Shamrocks                               | 52:22                                           | Berlin Kobra Ladies                             |
| 2015 | XXIV   | Berlin                                          | Berlin Kobra Ladies                             | 48:12                                           | Mülheim Shamrocks                               |
| 2016 | XXV    | Berlin                                          | Berlin Kobra Ladies                             | 36:28                                           | Mainz Golden Eagles Ladies                      |
| 2017 | XXVI   | Mainz                                           | Berlin Kobra Ladies                             | 32:26                                           | Mainz Golden Eagles Ladies                      |
| 2018 | XXVII  | Erding                                          | Berlin Kobra Ladies                             | 26:06                                           | Munich Cowboys Ladies                           |
| 2019 | XXVIII | Berlin                                          | Berlin Kobra Ladies                             | 32:26                                           | Stuttgart Scorpions Sisters                     |
| 2020 | 2020   | Saisonabbruch/ -ausfall wegen Covid-19-Pandemie | Saisonabbruch/ -ausfall wegen Covid-19-Pandemie | Saisonabbruch/ -ausfall wegen Covid-19-Pandemie | Saisonabbruch/ -ausfall wegen Covid-19-Pandemie |
| 2021 |        | Saisonabbruch/ -ausfall wegen Covid-19-Pandemie | Saisonabbruch/ -ausfall wegen Covid-19-Pandemie | Saisonabbruch/ -ausfall wegen Covid-19-Pandemie | Saisonabbruch/ -ausfall wegen Covid-19-Pandemie |
| 2022 | XXIX   | Stuttgart                                       | Stuttgart Scorpions Sisters                     | 35:20                                           | Hamburg Amazons                                 |

## Jugend
Eine langjährige Grauzone war über lange Zeit die fehlende bzw. undurchdachte Jugendarbeit im Bereich der Frauen. Bis 2001 durften Mädchen bis 14 Jahre im gemischten Jugend-Flag-Footballtams spielen, aber erst ab 16 Jahren und nur mit Sondergenehmigung bei den „Großen“ mitspielen. Diese fehlenden zwei Jahre waren oft der Knackpunkt bei den Mädchen, so drohte der Frauenfootballsport auszusterben. 2001 gab es dann Veränderungen. Nun dürfen Mädchen bis 15 Jahren in den Jugend-Mixed-Teams spielen, und auch ab 15 Jahren erhalten sie die Sondergenehmigung für Erwachsenenspiele.
Ab 2009 ist es den Mädchen möglich in gemischten Teams (Jugend B-D) Tacklefootball zu spielen.